# Bernardino Piñera Carvallo
Bernardino Piñera Carvallo (Paris, 22 de setembro de 1915 – 21 de junho de 2020) foi um arcebispo chileno da Igreja Católica.

## Biografia
Piñera nasceu em Paris, França, durante a Primeira Guerra Mundial. Estudou Medicina na Pontifícia Universidade Católica do Chile. Foi ordenado sacerdote em 7 de abril de 1958.
Entre as atividades que exerceu como presbítero, foi assessor geral da Ação Católica e assessor nacional da Associação Nacional da Juventude Católica Feminina. De 1948 a 1958, foi capelão do Hogar de la Empleada e, de 1953 a 1958, foi vice-reitor da Pontifícia Universidade Católica do Chile.
Em 11 de fevereiro de 1958, o Papa Pio XII nomeou Piñera Carvallo bispo-auxiliar de Talca. Mais tarde, ele foi nomeado bispo de Temuco (1960-1977) e arcebispo de La Serena (1983-1990). De 1983 até 1988, ele foi presidente da Conferência Episcopal do Chile. Piñera Carvallo participou do Concílio Vaticano II, de 1962 até 1965.
Ele era tio paterno, de Sebastián Piñera, presidente do Chile de 2010 a 2014 e novamente desde março de 2018.

## Morte
Em junho de 2020, foi diagnosticado com COVID-19, e morreu no dia 21 do mesmo mês, aos 104 anos, de causa não relacionada à doença.